# ۱۶۲۸ (میلادی)
۱۶۲۸ (میلادی) هزار و ششصد و بیست و هشتمین سال تقویم میلادی است.

## زادگان
- ۱۲ ژانویه – شارل پرو، نویسنده فرانسوی (د. ۱۷۰۳)
- ۱۰ مارس – مارچلو مالپیگی، زیست‌شناس ایتالیایی (د. ۱۶۹۴)
- ۲۸ نوامبر – جان بانیان، نویسنده و الهی‌دان بریتانیایی (د. ۱۶۸۸)

## درگذشتگان
- ۱۶ اکتبر – فرانسوا دو مالرب، شاعر فرانسوی (ز. ۱۵۵۵)
- ۱۳ ژوئیه – رابرت شرلی، دیپلمات بریتانیایی